# Poklon Treh kraljev (Lorenzo Monaco)
Poklon Treh kraljev je slika orenza Monaca, ohranjena v galeriji Uffizi v Firencah. Gre za sliko tempera na lesu (115 × 183 cm), poslikana v mednarodnem gotskem slogu. Datiran je v obdobje 1420-1422.
Delo se pogosto imenuje Lorenzova mojstrovina, ki doseže vrh mednarodnega gotskega sloga, ki je bil sprejet od preloma leta 1404 in je bil povezan z vplivom Gherarda Starninae in Lorenza Ghibertija.

## Zgodovina
O delu je znana precejšnja količina dokumentacije. Izdelal ga je Lorenzo Monaco, ki je na njem delal s tremi pomočniki. Za delo, ki ni bilo posebno veliko, je dobil zelo veliko vsoto 182 florinov, kar priča o prestižu slikarja na vrhuncu kariere. Nekateri na podlagi omembe Vasarija v Življenju umetnikov domnevajo, da je bilo narejeno za glavni oltar cerkve Sant'Egidio v Firencah, kjer ga je morda slovesno ponovno posvetil papež Martin V., dogodek zelo odmeven v mestu. Iz arhivskih dokumentov je razvidno, da je oltarna slika nekoč hranila na območju s pogledom na prvi samostan San Marco, kjer jo je zagotovo videl Beato Angelico: leta 1810 se spominjajo, kako je bila plošča takrat pripisana Fra Angelicu.
Panel je v 15. stoletju uokviril Cosimo Rosselli, ki je na vrh dodal preroke in Oznanjenje. Po vsej verjetnosti je bil nekoč opremljen tudi s predelo.
Oltarna slika je bila obnovljena leta 1995.

## Opis
Delo je zasnovano na izviren način kot ena velika predstava z zmanjšano uporabo zlatega ozadja, ki zdaj skorajda ni več v modi. Vendar okvir še vedno spominja na obliko triptiha z okvirji lokov, ki napadajo zgornji del prizora. Na levi je koča z jaslicami, zgrajena kot majhna stavba z obokanim hlevom (kjer stojita vol in osel) z anti-naturalistične perspektive na Giottov način, verjetno arhaični učinek, kot odgovor na 'hladno' perspektivno matematiko Brunelleschija in Masaccia. Marija, ovita v polnočni modri plašč z zlato podlogo, sedi na skali z iztegnjenimi nogami in navzočim pokaže otroka; na njeni halji (glava in ramena) so tri zvezde simbol devištva. Namesto tega sveti Jožef sedi v spodnjem levem kotu in gleda navzgor. Osrednji in desni del zaseda pravljična povorka Treh kraljev. V ospredju so v središču in so že odložili krone, ki so na tleh (dve) in v roki hlapca z mečem in vijolično obleko (ena); prvi in tretji, stari in mladi, že poklekneta in belobradi kralj razmišlja o otroku, v čigar noge je že postavil svoj dar; modri moški zrelih let pa še vedno stoji med obema spremljevalcema, v eni roki drži dragoceno skrinjo, v drugi pa rob halje, obrnjen navzven, na katerem je srebrna podloga; pogled je uprt v otroka. V nasprotju z evangeličansko tradicijo, ki je želela, da so vsi starejši, tvorijo tri človekove dobe.
V procesiji so najbolj različni človeški tipi (od Tatarov do Mavrov), oblečeni v živobarvne halje in kape z izvirnimi in eksotičnimi oblikami. Dva viteza s turbani v ospredju imata vijugasto podolgovata telesa, upognjena nazaj, da bi ustvarila ritmično igro linij, kar ustvarja zelo izpopolnjen učinek. Skrajno desno je nekaj udeležencev, ki so še vedno na konju, s kamelo in lovskim hrtom, medtem ko sprašujejo za pot, mimoidoči jih opozori na komet, ki ni nihče drug kot skupina svetlečih angelov pred steno hlevčka. Na vrhu je pokrajina oglatih kamnin (izvira od Giotta), na kateri stoji trnast grad, v sredini pa napovedovanje pastirjem opravi še en svetleč angel, strokovno poslikan v enobarvni izvedbi, da učinkuje nočno.

## Slog
Slog Lorenza Monaca v tem delu doseže vrhunec dragocenosti linije z ritmičnimi koraki teles in oblačil likov, ki ustvarjajo dodelano optično igro. Dvorni naturalizem je tu skoraj popolnoma odsoten (razen živali, zlasti lovskega hrta), ambient je arhaičen, prostorskost skoraj odsotna, da bi v nasprotju z renesančnim slogom ustvarili iluzionistični in pravljični svet. Razmerja so zelo podolgovata, poudarjajo jih tudi domiselna pokrivala, premikajoče se okončine, bistvene in komaj nakazane kretnje, svetle in protinaturalistične barve, pridobljene z laki in prahom lapis lazuli za modro. Vsi ti elementi uspevajo poduhoviti podobe in jim dajejo močan verski občutek, zahvaljujoč tej poudarjeni odmaknjenosti od resničnosti.

## Komplet slik
Sliko spremljajo še druge slike, ki dopolnjujejo ansambel. Na vrhovih je v središču Odrešenik, ki blagoslavlja in dva preroka (Izaija in morda David). Oltarna slika je imela prvotno več drugih in osamljenih vrhov, ki so jih skrajšali in postavili v kvadrat ob koncu 15. stoletja, ko sta bili dodani tudi sliki dveh drugih prerokov (na koncih) in Oznanjenja, z angelom levo in Marijo na desni, delo Cosimo Rosselli.